# CTE World
CTE World, ou Corporate Thugz Entertainment, est un label discographique de hip-hop américain, situé à Atlanta, en Géorgie. Il est cofondé en 1998 par le rappeur Young Jeezy et Kinky B. En décembre 2012, Young Jeezy signe officiellement un partenariat de distribution entre CTE World et Atlantic Records,. Le label compte des rappeurs et groupes comme Jeezy, YG, USDA, Slick Pulla, et Doughboyz. Les anciens artistes signés au label incluent Tone Trump, Scrilla, Blood Raw, Freddie Gibbs, et 2Eleven.

## Histoire
Corporate Thugz Entertainment (ou CTE World) publie son premier album en 2001, Thuggin' Under the Influence (T.U.I.) de Young Jeezy, suivi par Come Shop wit Me. En 2005, Jeezy signe un contrat avec Def Jam South et Island Def Jam puis y publie son premier album Let's Get It: Thug Motivation 101. En 2006, il y publie son second album The Inspiration: Thug Motivation 102 et forme en 2007 le groupe de rap USDA, puis signe Slick Pulla, Blood Raw, 211, JW et Boo Rossini à Corporate Thugz. En 2008, Young Jeezy publie The Recession.
En 2011, Young Jeezy signe Freddie Gibbs, Tone Trump, et Scrilla à CTE World. Freddie Gibbs quitte CTE World à la fin de 2012, expliquant que « tout ce qu'il (Young Jeezy) dit, c'est faux. » Cet événement mène à la publication de l'album ESGN de Gibbs, et aux diss songs ciblant le CEO de CTE World Young Jeezy. À la veille du nouvel an 2013, Scrilla annonce sa demande et l'obtention de sa rupture avec CTE, sans trop de difficultés. Au début de 2013, Young Jeezy signe le groupe de hip-hop originaire de Détroit Doughboyz Cashout puis, plus tard la même année, le rappeur YG. Le 13 août 2013, le label publie une mixtape compilation en featuring avec Jeezy, Doughboyz Cashout, et YG intitulée Boss Yo Life Up Gang. La mixtape contient les singles My Nigga de YG et Mob Life de Doughboyz Cashout, en featuring avec Young Jeezy.

## Membres

### Membres actuels
- Young Jeezy
- USDA
  - Slick Pulla
  - Boo Rossini
- Wink Loc[8]
- Doughboyz Cashout[5]
  - Kiddo[9]
  - Payroll Giovanni[10]
  - Big Quis[11]
  - Dre Armany[12]
  - Doughboy Roc[13]
- YG[6]

### Anciens membres
- 2Eleven (2006–2012)[14]
- Blood Raw (2005–2009)
- Tone Trump (2011–2014)
- Freddie Gibbs (2011–2012)
- Roccett (2006–2009)[15]
- Scrilla (2011–2012)

## Discographie
- 2001 : Thuggin' Under the Influence (T.U.I.) de Young Jeezy
- 2003 : Come Shop wit Me de Young Jeezy
- 2005 : Let's Get It: Thug Motivation 101 de Young Jeezy
- 2006 : The Inspiration de Young Jeezy
- 2007 : Cold Summer de U.S.D.A.
- 2008 : My Life: The True Testimony byde Blood Raw
- 2008 : The Recession de Young Jeezy
- 2011 : Lord Giveth, Lord Taketh Away de Freddie Gibbs
- 2011 : The After Party de U.S.D.A.
- 2011 : Thug Motivation 103 de Young Jeezy
- 2013 : Boss Yo Life Up Gang de CTE World
- 2014 : My Krazy Life de YG
- 2014 : Seen It All: The Autobiography de Young Jeezy
- 2015 : Church In These Streets de Young Jeezy